# Saint-Marin au Concours Eurovision de la chanson 2014
Saint-Marin est l'un des trente-sept pays participants au Concours Eurovision de la chanson 2014, qui se déroule à Copenhague, au Danemark. Le pays est représenté par la chanteuse Valentina Monetta et sa chanson Maybe (Forse), sélectionnés en interne par le diffuseur saint-marinais SMRTV.

## Sélection
Le diffuseur saint-marinais a annoncé sa participation à l'Eurovision 2014 le 13 juin 2013, confirmant directement qu'il sera représenté par Valentina Monetta pour la troisième année consécutive. La chanson qu'elle interprète à Copenhague, intitulée Maybe (Forse), est présentée le 14 mars 2014.

## À l'Eurovision
Saint-Marin participe à la première demi-finale, le 6 mai 2014. Y terminant 10e avec 40 points, le pays se qualifie pour la finale pour la première fois de son histoire. Lors de la finale, le pays termine 24e avec 14 points.